# Podemos Canarias
Podemos Canarias es la organización de Podemos en el archipiélago canario. La formación está presente en el Parlamento de Canarias, los cabildos insulares y el Congreso de los Diputados.

## Organización
La organización del partido surge de los documentos aprobados en la tercera Asamblea Ciudadana Estatal de Podemos, también conocida como Vistalegre III, en 2020. Consta de:
- Asamblea Ciudadana Autonómica.
- Consejo Ciudadano Autonómico.
- Coordinación Autonómica.
- Consejo de Coordinación Autonómico.
- Comisión de Garantías Democráticas Autonómica.

Además, la representatividad de los círculos (base de la militancia del partido) se da a través del consejo de círculos, la red de círculos o su presencia en el Consejo Ciudadano Autonómico.

## Resultados electorales

### Congreso de los Diputados
| Congreso de los Diputados |                |         |    |          |         |        |                                |
| Elecciones                | Candidatura    | Escaños | ±  | Posición | Votos   | %      | Candidato                      |
| 2015                      | Podemos        | 3/15    | ±0 | 3a       | 231.063 | 23,28% | Victoria Rosell                |
| 2016                      | Unidos Podemos | 3/15    | ±0 | 3a       | 197.661 | 20,24% | María del Carmen Pita Cárdenes |
| 2019 I                    | Unidas Podemos | 3/15    | ±0 | 2a       | 166.469 | 15,72% | Alberto Rodríguez              |
| 2019 II                   | Unidas Podemos | 2/15    | 1  | 3a       | 139.261 | 14,81% | Alberto Rodríguez              |
| 2023                      | Sumar          | 1/15    | 1  | 4a       | 107.322 | 10,55% | Noemí Santana                  |

### Parlamento de Canarias
| Parlamento de Canarias |         |    |          |         |        |                                                                                    |               |
| Elecciones             | Escaños | ±  | Posición | Votos   | %      | Gobierno                                                                           | Candidato     |
| 2015                   | 7/60    | ±0 | 4a       | 132.159 | 14,53% | Coalición (Coalición Canaria, PSC-PSOE)                                            | Noemí Santana |
| 2019                   | 4/70    | 3  | 5a       | 78.168  | 8,75%  | Coalición (Sí Podemos Canarias, PSC-PSOE, Nueva Canarias, Grupo Socialista Gomera) | Noemí Santana |
| 2023                   | 0/70    | 4  | 6a       | 34.531  | 3,95%  | Coalición (Coalición Canaria, Partido Popular de Canarias)                         | Noemí Santana |